# Dubienka (Chełm)
Pour les articles homonymes, voir Dubienka.
Dubienka (prononciation : [duˈbʲɛŋka]) - (en ukrainien: : Дубенка, Dubenka) est un village polonais de la gmina de Dubienka dans le powiat de Chełm de la voïvodie de Lublin dans l'est de la Pologne, à la frontière avec l'Ukraine.
Le village est le siège administratif (chef-lieu) de la gmina appelée gmina de Dubienka.
Il se situe à environ 32 kilomètres à l'est de Chełm (siège du powiat) et 95 kilomètres à l'est de Lublin (capitale de la voïvodie).
Le village comptait approximativement une population de 1 042 habitants en 2008.

## Histoire
En 1792, une bataille entre les armées polonaises et russes a eu lieu à proximité connu sous le nom de la Bataille de Dubienka. 

Le village est occupé par les Allemands pendant la Seconde Guerre mondiale de 1939 à 1944. En mai 1942, les Allemands avaient répertorié 2 907 juifs dans Dubienka, dont certains avaient été transportés des villages voisins. Le 22 mai 1942, les Allemands assassinent les juifs de la ville dans le cimetière local dans ce qu'on appellera la Shoah par balles. Le 2 juin 1942, les Allemands déportent les juifs du village vers le camp d'extermination de Sobibor, ne laissant que 200 artisans juifs dans le village avant de les assassiner à leur tour ultérieurement.
De 1975 à 1998, le village est attaché administrativement à la voïvodie de Chełm.

Depuis 1999, il fait partie de la voïvodie de Lublin.

## Galerie
Autres vues du village

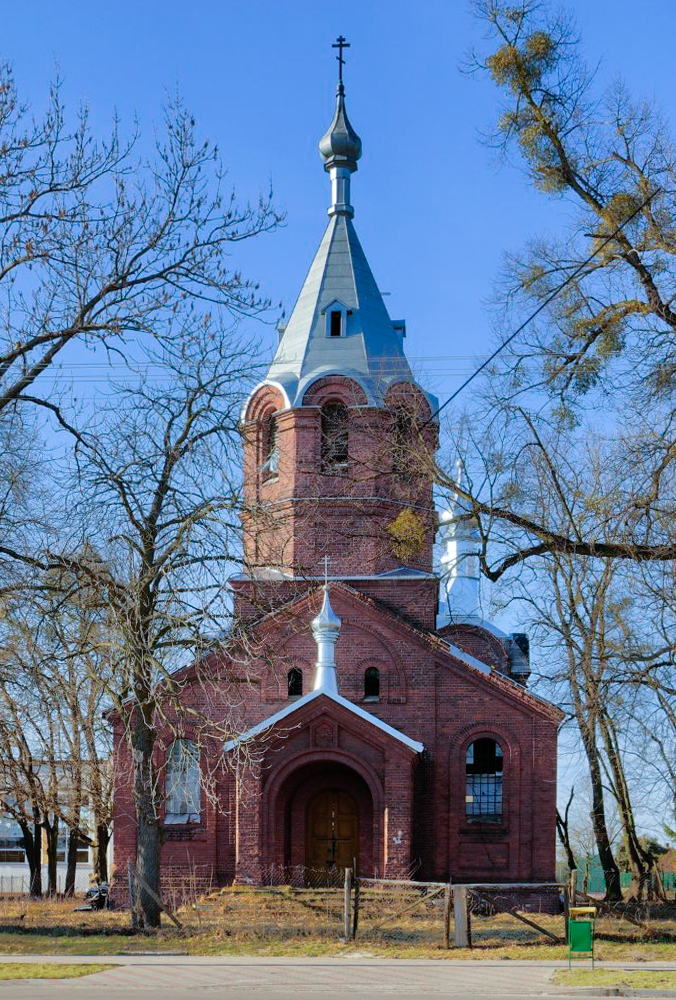
Église orthodoxe de la Sainte Trinité